# Resolució 1936 del Consell de Seguretat de les Nacions Unides
La Resolució 1936 del Consell de Seguretat de les Nacions Unides fou adoptada per unanimitat el 5 d'agost de 2010. Després de recordar totes les resolucions anteriors sobre la situació a l'Iraq, incloses les resolucions 1500 (2003), 1546 (2004), 1557 (2004), 1619 (2005), 1700 (2006),  1770 (2007), 1830 (2008) i 1883 (2009), el Consell va ampliar el mandat de la Missió d'Assistència de les Nacions Unides a l'Iraq (UNAMI) per un altre període de 12 mesos, fins al 31 de juliol de 2011.
La resolució va ser patrocinada per Japó, Turquia, el Regne Unit i els Estats Units.

## Resolució

### Observacions
En el preàmbul de la resolució, el Consell de Seguretat va ressaltar la importància de l'estabilitat i la seguretat de l'Iraq i de la seva gent, la regió i la comunitat internacional. Es va instar al govern de l'Iraq a continuar enfortint la democràcia i l'Estat de Dret i es van donar la benvinguda a les millores en la situació de seguretat del país, tot i que el Consell va observar que els desafiaments continuaven. Subratllava la necessitat d'un procés polític inclusiu i del paper de les Nacions Unides.
El Consell també va donar la benvinguda a les eleccions legislatives del 7 de març de 2010 i va demanar que es formés un govern inclusiu el més aviat possible. L'informe del secretari general havia expressat la seva preocupació a la demora en la formació d'un nou govern. Es van instar més esforços pel que fa als drets humans i les qüestions humanitàries del poble iraquià. Va reafirmar que totes les parts haurien de prendre mesures per protegir els civils i crear condicions per al retorn dels refugiats i dels desplaçats interns.
El preàmbul va concloure donant les gràcies a l'Ad Melkert, el Representant Especial del Secretari General, pel seu lideratge de la UNAMI i va reconèixer la importància que l'Iraq aconseguís una posició internacional amb anterioritat a l'adopció de la Resolució 661 (1990).

### Actes
El mandat de la UNAMI i del Representant Especial es van estendre per un any i es revisarien al final d'aquest període o abans si ho sol·liciten el govern iraquià. Es va destacar la seguretat del personal de la UNAMI per tal que l'operació dugués a terme el seu treball i el govern iraquià i altres països van ser convidats a donar suport a les Nacions Unides al país. El Consell va agrair l'esforç dels països que havien proporcionat recursos financers, logístics i de seguretat a la UNAMI.
Finalment, la Resolució 1936 va concloure demanant al Secretari General de les Nacions Unides Ban Ki-moon que informés cada quatre mesos sobre els progressos realitzats per la UNAMI en el compliment de les seves responsabilitats.